# Bierhäuslberg
Bierhäuslberg är en kulle i Österrike.   Den ligger i distriktet Mödling och förbundslandet Niederösterreich, i den östra delen av landet, 13 kilometer sydväst om huvudstaden Wien. Toppen på Bierhäuslberg är 480 meter över havet, eller 3 meter över den omgivande terrängen. Bredden vid basen är 0,21 km.
Terrängen runt Bierhäuslberg är kuperad västerut, men österut är den platt. Runt Bierhäuslberg är det tätbefolkat, med 383 invånare per kvadratkilometer.. Närmaste större samhälle är Wien, 13,5 kilometer nordost om Bierhäuslberg. 
I omgivningarna runt Bierhäuslberg växer i huvudsak blandskog.